# Pato Donald
Pato Donald (em inglês:  Donald Duck) é um personagem  de desenhos animados e histórias em quadrinhos dos estúdios de Walt Disney, um pato antropomórfico comumente vestido em uma roupa de marinheiro, criado em 1934 no curta animado The Wise Little Hen. É notório por seu azar, mau humor e uma voz grasnada, semelhante à de um pato comum. Assim como seus amigos Mickey Mouse e Minnie Mouse, ele tem uma estrela na Hollywood Walk of Fame. 
Além de ocasionalmente hostilizar o seu melhor amigo Mickey, e batalhar contra seus sobrinhos Huguinho, Zezinho e Luisinho, já apareceu em vários desenhos como antagonista antipático, como os curtas em que enfrenta Tico e Teco, nos quais ele normalmente perde. Tem muito espaço nos quadrinhos Disney, no qual ganhou uma extensa árvore genealógica na família Pato.

## Origem
O primeiro personagem da Disney chamado "Donald Duck" aparece em 1931 no livro de histórias The Adventures of Mickey Mouse, como um dos amigos do curral de Mickey. O personagem apresentado na capa é muito diferente do moderno Pato Donald, sendo desenhado mais como um pato normal e ostentando um chapéu e calça verdes. 
As origens do nome de Donald Duck podem ter sido inspiradas na lenda do críquete australiano Donald Bradman. Walt Disney estava no processo de criar um amigo para Mickey Mouse quando ele leu sobre a demissão de Bradman nos jornais e decidiu nomear o novo personagem "Donald Duck". Mickey Mouse havia perdido um pouco de sua vantagem desde que se tornara um modelo para crianças, e assim a Disney queria criar um personagem para retratar alguns dos traços de caráter mais negativos que não podiam mais ser concedidos a Mickey. Disney criou os atributos icônicos de Donald, incluindo seu temperamento curto e seu traje de marinheiro (com base em patos e marinheiros, ambos associados à água). Enquanto Dick Huemer e Art Babbit foram os primeiros a animar Donald, Dick Lundy é creditado por desenvolvê-lo como personagem.

## A voz de Donald

### Nos Estados Unidos

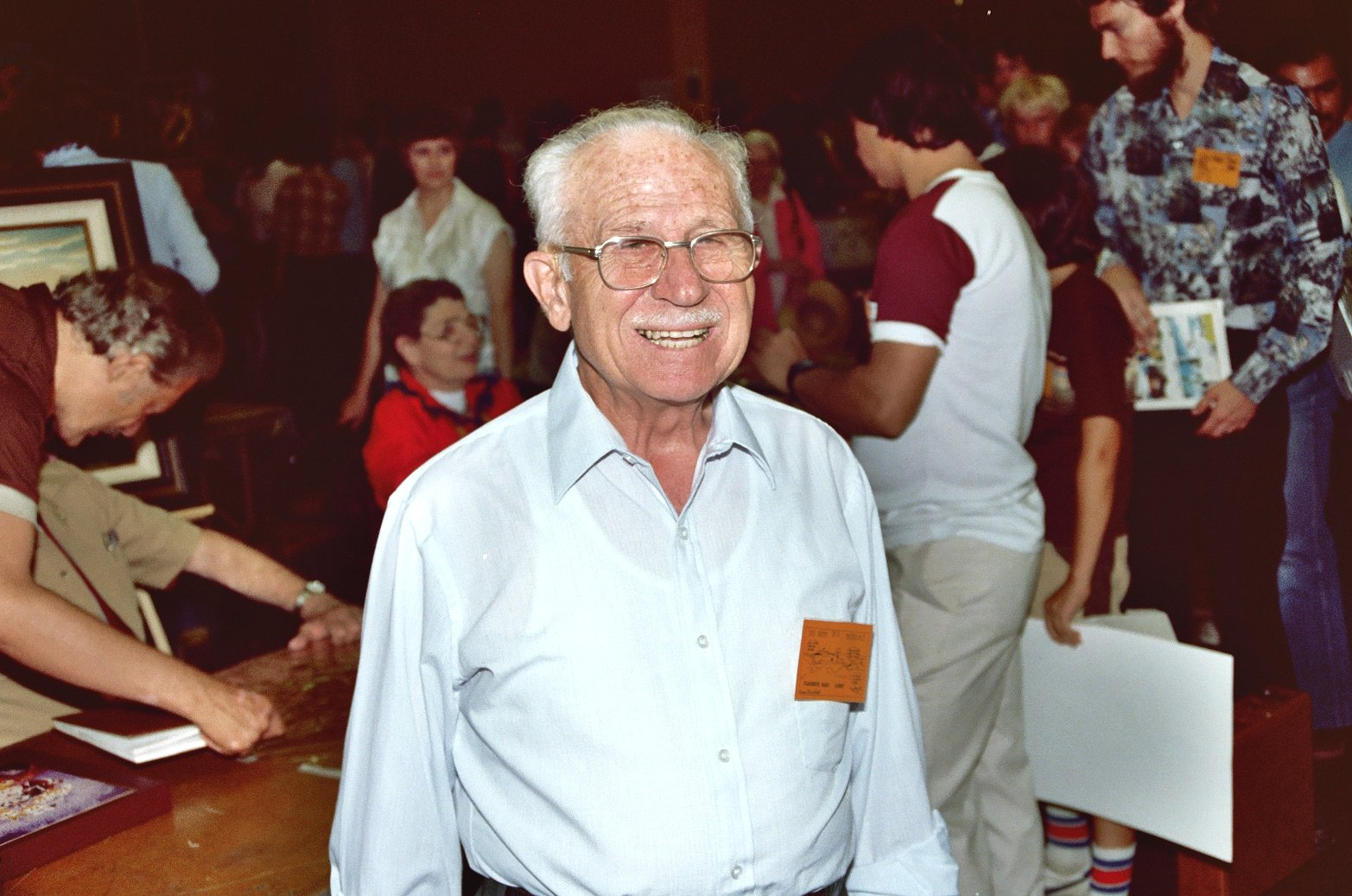
Clarence Nash em 1982.

A voz "grasnada" de Donald foi criada pelo ator de voz Clarence Nash que até então era apenas um homem vindo da zona rural de Watonga, Oklahoma. Nash tinha o dom natural para imitar animais, inclusive sons de patos. No início dos anos 30, mudou-se para a Califórnia, onde fez locução de propaganda numa rádio. A voz que Nash criou para Donald consistia em falar palavras através de um tipo de "ruído", feito com o canto da boca e os dentes molares, que lembrava o grasnado de um pato. Após Walt Disney o escutar recitando o poema "Mary Tinha um Carneirinho" (Mary Had a Little Lamb) com sua "voz de pato", chamou-o para uma audição e imediatamente o contratou, adivinhando que havia escolhido a voz certa para o seu novo personagem, Donald. Nash o dublou pela primeira vez no curta A Galinha Esperta ("The Wise Little Hen")
(primeira aparição sonora) Nessa animação, além de Donald, há também o Porco Peter ("Peter Pig") que também fala palavras através de sons que lembram grunidos de porco, além da própria Galinha Esperta que emite cacarejos na pronúncia. Clarence Nash voltou a dublar o pato novamente no desenho "Orphan's Benefit" (traduzido como "Show Para os Órfãos" ou "Em Benefício dos Órfãos"), onde Donald recita novamente o poema que fez com que Walt Disney contratasse Nash. E outro chamado "Little Boy Blue, come blow your horn" (ou "Menininho Triste, toque sua corneta" na dublagem brasileira); este desenho foi feito originalmente em preto e branco em 1934 e refeito em cores mais tarde, no ano de 1941 (As duas versões do curta, no entanto, contaram com o mesmo áudio e as mesmas falas, gravadas em 1934).

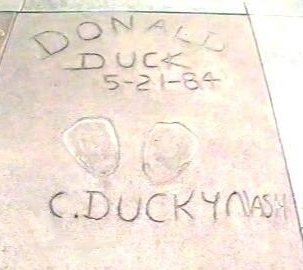
Impressões de Donald no Teatro Chinês, feitas por seu próprio dublador Clarence Nash.

Clarence Nash deu voz ao Donald em muitos, cerca de cem desenhos animados inclusive em outras línguas como português e espanhol, em filmes como: The Three Caballeros e Saludos Amigos (ele teve ajuda de roteiros escritos foneticamente, para que pudesse falar as palavras estrangeiras usando as pronúncias corretas); no caso destes dois filmes, os três dubladores, de Donald, Zé Carioca e Panchito, tiveram que dublar as versões em outras línguas para outros países (no DVD de "Você já Foi a Bahia", estão presentes as três versões, dos EUA, Brasil e México). A pedido de Walt Disney, Nash também dublou Donald em outras línguas em alguns dos seus curtas de 7 minutos, sendo que nas versões feitas para o Brasil naquela época, o narrador era Aloysio de Oliveira, que inclusive também fez a narração de alguns desenhos em que o Pateta aparece sem falas, por exemplo o curta Como Jogar Golfe ("How to Play Golf").
Uma curiosidade é que nos clássicos desenhos de cinema em que Huguinho, Zezinho e Luizinho aparecem, todos os três tem a mesma voz, que também é feita por Clarence Nash (porém, mais fina que a de Donald). Pois, naquele tempo os três sobrinhos tinham a mesma personalidade, falavam e agiam em sincronia e algumas vezes dizendo frases fragmentadas como: "Olá!" "Tio!" "Donald!" (eles foram os primeiros gêmeos nos desenhos animados a falarem frases fragmentadas desta maneira, e foram seguidos depois também por Pipeye, Pupeye, Poopeye e Peepeye, os sobrinhos quadrigêmeos do Popeye). Em séries produzidas mais recentemente, os três sobrinhos tem personalidades diferentes uma da outra, e não falam todos com a mesma "voz de pato" de Donald. A pata "Donna Duck" que aparece no curta "Don Donald" em 1937 (e que é como um protótipo da Margarida) também foi dublada por Clarence Nash mas somente em episódios posteriores a esse. A namorada de Donald ganhou a sua própria voz e recebeu o nome de "Daisy Duck".
Clarence Nash permaneceu como a única voz do pato nos Estados Unidos até a sua morte em 1985, e, logo após, Donald passou a ser dublado por Tony Anselmo, que foi treinado pelo próprio Nash quando este ainda era vivo; mesmo com Anselmo fazendo uma voz um pouco mais aguda do que a que Donald tinha nos desenhos mais antigos.
Nos anos 80, foi lançado um filme chamado Who Framed Roger Rabbit? onde apareceu o Pato Donald e o Patolino (Daffy Duck) dos Looney Tunes que se tornaram rivais, após um espetáculo de piano.
Referências:
- «Foto de Clarence Nash com um boneco do Pato Donald»
- «Foto de Tony Anselmo junto de Donald»

### Primeiras dublagens em português de Clarence Nash
Bem antes das vozes brasileiras mais recentes do Pato Donald, as primeiras dublagens em português de alguns desenhos, foram feitas pelo próprio ator americano Clarence Nash. Clarence já havia dublado a voz do personagem desta forma nos filmes Você Já Foi à Bahia? e Saludos Amigos (não só em português mas também em outras línguas como em espanhol), e chegou também a fazer isso, a pedido de Walt Disney, em alguns curta-metragens comuns do Donald que foram dublados na mesma época, para as distribuições em vários países estrangeiros. Contudo, as falas de Donald nessas dublagens, ficavam mais difíceis de se entender, algumas vezes dando a impressão de que ele falava com sotaque de um americano tentando falar português.
Hoje em dia sobraram poucos episódios dublados por Clarence Nash em português, pois a maioria tem as dublagens brasileiras feitas mais tarde (algumas das versões hispânicas feitas por Clarence Nash para o México, chegaram a sair em alguns lançamentos em DVD, como por exemplo no filme "Os Vilões da Disney" no qual foi incluído o curta "Donald e o Gorila" com a dublagem de Clarence Nash falando em espanhol). Três episódios que ainda podem ser encontrados com a dublagem de Nash em português são: "Lake Titicaca" (que estava incluído em "Saludos Amigos"), "No Hunting" de 1955, e "Sea Salts" de 1949, neste episódio além de Clarence Nash, também participa Aloysio de Oliveira dublando um besouro que fica amigo de Donald em uma ilha (Aloysio era o narrador de Você Já Foi à Bahia?, e havia feito a voz do Capitão Gancho em Peter Pan). Um fato curioso é que o curta "Sea Salts", já foi lançado com esta dublagem antiga, em um dos VHS da coleção "Donald & Cia" (onde recebeu o título de "Os Lobos do Mar"), e "No Hunting" já foi lançado na fita "Pato Donald no Oeste", com a dublagem de Clarence Nash falando em português.
Curioso também é que o episódio "Sea Salt" tem uma dublagem mais nova, com Cláudio Galvan, que é exibida na TV algumas vezes, e nela o pato já fala normalmente frases mais longas ou complexas; mas na versão de Clarence Nash lançada em VHS, Donald diz frases mais curtas e com mais dificuldade, como por exemplo quando ele e um besouro estão bebendo água de coco, e Donald diz com sotaque americano: ("Agorua" a polpa!) pedindo que o besouro entre dentro da casca do coco, e pegue a polpa que restou lá.

## Desenhos
Donald fez sua primeira aparição em 9 de Junho de 1934 no episódio The Wise Little Hen (lançado no Brasil com o título de "A Galinha Esperta") da série Sinfônias Tolas. No mesmo ano retornou no curta de Mickey  Orphans' Benefit, onde tenta declamar poemas mas é atacado pelos órfãos, levando a explosões de raiva que se tornaram parte marcante de sua personalidade.
Donald foi aparecendo com mais frequência, quase sempre como inimigo, rival e adversário do Mickey (principalmente para evitar confrontos com o Bafo de Onça), inconformado que tudo dava certo para o camundongo, mas para ele não. Após levar a pior diante de Mickey, comentava o seu bordão "Eu te odeio".
Mas foi apenas em 1937 que Donald estreou sua própria série de curtas em Don Donald, que também introduziu sua namorada Margarida. Seus sobrinhos Huguinho, Zezinho e Luisinho apareceriam um ano mais tarde, no curta Os Sobrinhos de Donald.

## Pato Donald na Segunda Guerra Mundial

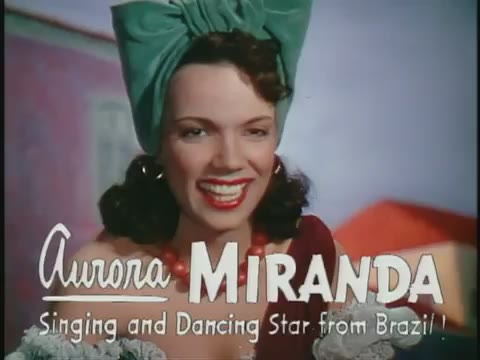
Aurora Miranda, interage com Donald e Zé Carioca no filme Você já foi a Bahia?

Angariando grande popularidade graças a comicidade dos desenhos animados, os Estúdios Disney foram obrigados a mudar de estilo com a entrada dos Estados Unidos na II Guerra Mundial em 1942. A produção de desenhos passou a integrar o esforço de guerra norte-americano, abordando a guerra como tema. Em 1942, foi feito um desenho de propaganda anti-nazista, chamado de "A Face do Führer". Esse desenho mostra Donald vivendo na Alemanha Nazista, onde ele é forçado a trabalhar em uma fábrica de produção em série de armamento bélico pesado e de fotografias produzidas em série do Führer Adolf Hitler.
No entanto, o desenho mostra ainda uma certa ingenuidade dos seus produtores, com alguns furos como a crítica à produção em série, algo comum nos Estados Unidos desde a década de 1930. Em outro desenho, "Espírito de 1943", o Pato Donald é convencido a contribuir com parte do seu salário, para os altos impostos de guerra. Nesse desenho ele contracena com sua consciência dividida, gastadora e econômica, cujas aparências personificadas lembram os futuros Tio Patinhas e Gastão.
O Pato Donald não foi o único personagem de desenhos infantis a se mostrar o Nazismo. Personagens como Popeye, Patolino, Mickey, O Gato Félix e tantos outros deixaram de lado as piadas do cotidiano, e passaram a mostrar conteúdo violento, usando armas e jogando bombas de avião, dentre outras coisas.
Ainda como parte do esforço de guerra, mas voltando à fórmula da comicidade e da musicalidade, Donald participou de dois longas com temas dirigidos à América do Sul, um interesse estratégico para os militares em guerra: Saludos Amigos (1943), com o papagaio brasileiro Zé Carioca e The Three Caballeros (1944), com Zé, Donald e o mexicano Panchito.
Depois da guerra, Donald estrelou diversos curtas retornando aos temas mais amenos, como as vezes em que foi atormentado por personagens como os esquilos Tico e Teco.

## Outras mídias

### Televisão
Na televisão, Donald esteve em DuckTales (1987-1990) e sua reinvenção na década de 2010, e estrelou a série TV Quack Pack (1996-1997). Seus desenhos originariamente feitos para o cinema, passaram a ser exibidos em programas como O Point do Mickey ("The House of Mouse". Ele também apareceu no desenho animado infantil A Casa de Mickey Mouse, e o especial Legend of the Three Caballeros (2018).

### Quadrinhos

Pato Donald e seus sobrinhos

Nos quadrinhos, Donald também se tornou um astro entre o público infantil com grande popularidade internacional, inclusive em Portugal e no Brasil.
Donald passou a ter "vida própria", sem depender de Mickey, quando um dos animadores de Disney, Carl Barks, ao ficar encarregado dos quadrinhos, resolveu adaptar uma história originariamente escrita para Donald, Mickey, Pateta e Pluto, desenhando-a apenas com Donald e seus sobrinhos: Donald Duck Finds Pirate Gold (Donald Encontra o Ouro dos Piratas). Ela foi publicada em 1942 e pertence à série de revistas da Dell Comics chamada "Four Color".
O sucesso da Disney nos quadrinhos deve em muito ao cartunista Carl Barks, apelidado de O "Homem dos Patos". O grande artista produziu histórias até 1967. Criou quase todos os personagens coadjuvantes mais importantes das histórias do Donald, como o Tio Patinhas, o pato mais rico do mundo; Professor Pardal, o cientista maluco e Gastão, o primo sortudo, além dos vilões Maga Patalójika e Irmãos Metralha. Outro artista, Don Rosa, também se destacou nas histórias de Donald, criando uma complexa árvore genealógica para a Família Pato e toda a história do Tio Patinhas.
A Disney italiana criou sua identidade secreta, o Superpato. No Japão, Donald também estrelou em mangás como a adaptação do videogame da Squaresoft: Kingdom Hearts.

### Videogames e jogos
Donald é protagonista de Quackshot (1991), Lucky Dime Caper (1991), Maui Mallard in Cold Shadow (1995), Disney's Donald Duck: Goin' Quackers (2000),  e Disney's PK: Out of the Shadows (2002), e é personagem jogável em Mickey's Speedway USA (2000) e Disney Magic Kingdoms (2016).
Donald também é um protagonista da série de RPG Kingdom Hearts, junto com Pateta e o menino Sora. Nesse jogo, ele é o mago da corte do rei Mickey. É um mago impetuoso e impaciente, que, a pedido do rei, acompanha Sora na sua jornada para encontrar o rei Mickey. 

## Desenhistas
Pato Donald tem seu visual concebido por vários artistas não só norte-americanos mas de vários países inclusive do Brasil, que mantêm o design característico do mestre Carl Barks e a personalidade dos desenhos animados, mas adicionando alguns maneirismos ou estilos próprios de cada um. Desses todos, além de Carl Barks destacaram-se Giovan Battista Carpi, Giorgio Cavazzano, William Van Horn, Daan Jippes, Keno Don Rosa (autor da A Saga do Tio Patinhas), Marco Rota (que segue os traços de Barks), Romano Scarpa, Tony Strobl, Al Taliaferro, Tetsuya Nomura (responsável pelo visual do Pato para os jogos Kingdom Hearts) e Shiro Amano (autor da versão manga dos mesmos jogos Kingdom Hearts).

## No Brasil

Capa da edição n° 1 da revista O Pato Donald, publicada em 12 de julho de 1950 pela Editora Abril.

No cinema, na televisão, nos quadrinhos e em outros meios, Pato Donald virou mania também no Brasil, conquistando um posto superior entre os personagens Disney e de quadrinhos em geral, rivalizando, e muitas vezes superando, Mickey Mouse em popularidade.
Os quadrinhos protagonizados pelo Donald fizeram estreia no Brasil no Suplemento Juvenil de Adolfo Aizen em Outubro de 1938.
Lorenzo Mollas, chargista argentino que trabalhou no Rio de Janeiro nas décadas de 1940 e 50, vestiu o Pato Donald com a camisa do Botafogo nos anos 1940. Logo, a personagem foi adotada como mascote não-oficial pela torcida. Apesar do carisma, o mascote nunca foi oficializado por conta de direitos autorais.
Lançada em julho de 1950, a revista O Pato Donald (Pato Donald desde 1980), foi o marco inicial da Editora Abril, o que o tornou o título de quadrinhos de mais longa publicação contínua no Brasil, a revista foi publicada até julho de 2018.As revistas Zé Carioca, Tio Patinhas (inicialmente como Almanaque do Tio Patinhas) e Disney Especial são suas derivadas diretas.
Estúdios brasileiros produziram histórias em quadrinhos com Donald entre os anos 60 e anos 90.
Após o encerramento da produção nacional, a Editora Abril se limitou a publicar quadrinhos de outros países, como a Itália. As produções italianas têm sido alvo de críticas negativas Brasil por sua suposta baixa qualidade [carece de fontes?], mas são uma presença maciça e constante nas revistas brasileiras ao longo das décadas.
A interpretação do personagem pelos artistas e roteiristas brasileiros era semelhante à italiana, apesar da diferença entre os modos de criação. Tanto no Brasil quanto na Itália as histórias costumam girar em torno de temas como a atuação de Donald como repórter do jornal A Patada, as brigas com seu vizinho Silva e sua eterna postura de folgado (em contraste com a diligência de seu tio Patinhas e com o dinamismo de si mesmo como Superpato). Também foi criada no Brasil a série O Casamento do Pato Donald.
Além de ter seu próprio título de quadrinhos, Donald foi capa do álbum de figurinhas Galeria Walt Disney (1976 e republicações), personagem no O Grande Livro Disney (1977) e astro principal do Manual da Televisão (1982).

## Relacionamento com Mickey Mouse
Em geral, Mickey Mouse e Pato Donald são grandes amigos, já tendo participado de diversos filmes, desenhos animados e história em quadrinhos juntos. No entanto, observa-se uma rivalidade sadia entre os personagens, mas Mickey sempre vence, deixando Donald muito irritado. 

## Aparições do personagem

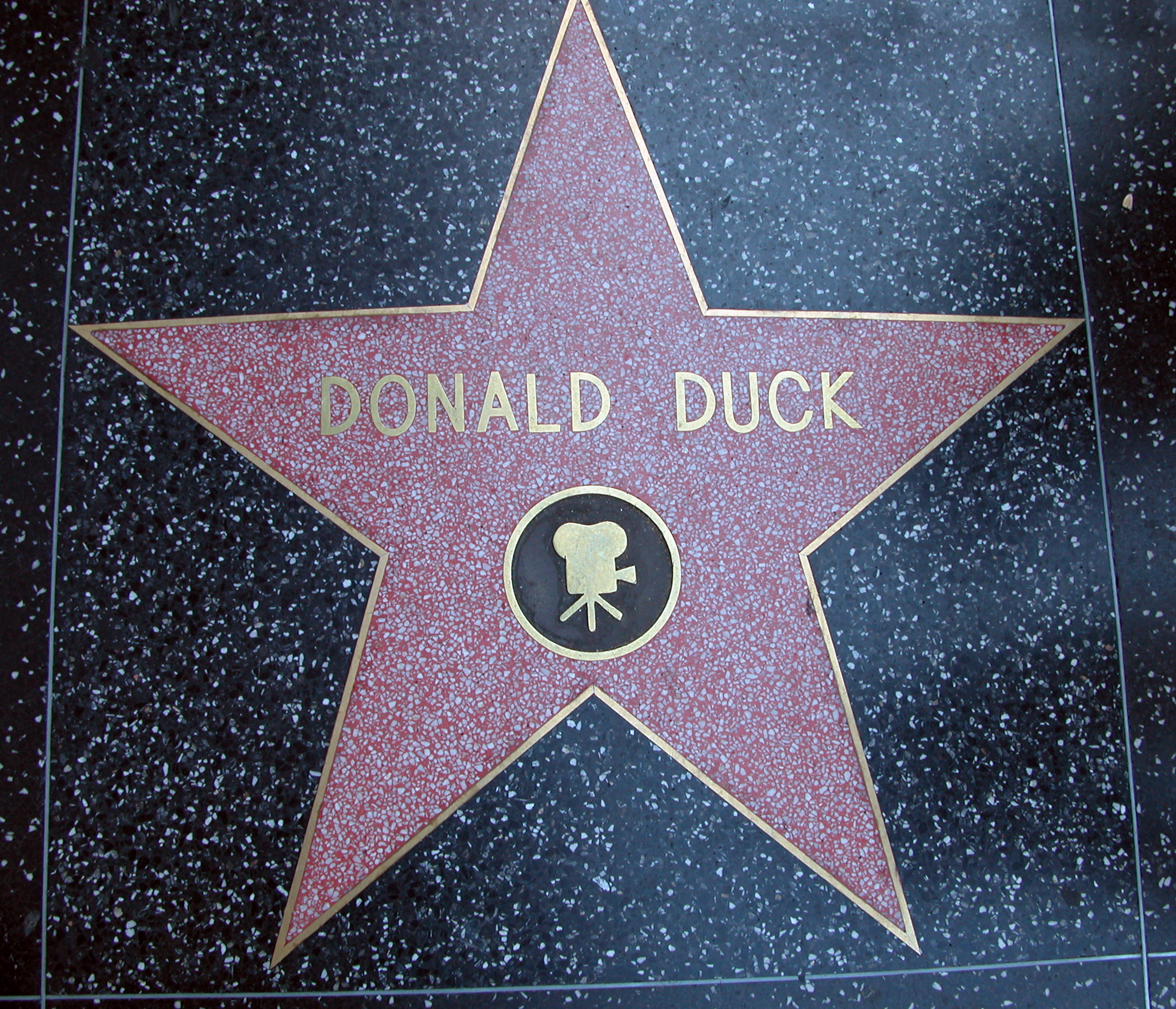
Estrela de Donald na Calçada da Fama.

### Desenhos animados
ver Filmografia do Pato Donald

### Filmes
- The Wise Little Hen (1934)
- Orphan's Benefit (1934)
- The Band Concert (1935)
- Donald and Pluto (1936)
- Don Donald (1937)
- Clock Cleaners (1937)
- Modern Inventions (1937)
- Donald's Better Self (1938)
- Good Scouts (1938)
- Donald's Penguin (1939)
- The Autograph Hound (1939)
- O Dragão Relutante (1941)
- Saludos Amigos (1942)
- The Three Caballeros (1944)
- Como é Bom se Divertir (1947)
- Tempo de Melodia (1948)
- Donald no País da Matemágica (1959)
- Mickey's Christmas Carol (1983)
- Uma Cilada para Roger Rabbit (1988)
- Mickey's 60th Birthday (1988)
- Mickey - O Príncipe e o Mendigo (1990)
- Pateta - O Filme (1995)
- Fantasia 2000 (1999)
- Mickey's Once Upon a Christmas (1999)
- Mickey's Magical Christmas: Snowed in at the House of Mouse (2001)
- OS Vilões da Disney (2002)
- Mickey's PhilharMagic (2003)
- Mickey's Twice upon a Christmas (2004)
- Mickey Donald e Pateta: Os Três Mosqueteiros (2004)
- The Lion King 1½ (2004)
- Donald's Happy Birthday  (1999)

### Séries de televisão
- DuckTales (1987–1990)
- Donald Duck Presents (compilação de curtas clássicos da Disney)
- Donald's Quack Attack (compilação de curtas clássicos da Disney)
- The Adventures of Mickey & Donald (compilação de curtas clássicos da Disney)
- Bonkers (1993–1995)
- Quack Pack (1996–1997)
- Mickey Mouse Works (1999–2000)
- House of Mouse (2001–2003)
- Mickey Mouse Clubhouse (2006)
- Mickey Mouse (série de televisão) (2013-presente)
- Mickey and the Roadster Racers (2017-presente)
- DuckTales (2017) (2017-presente)
- Legend of the Three Caballeros (2018)